# Archiparapoderus cinctipennis
Archiparapoderus cinctipennis es una especie de coleóptero de la familia Attelabidae.

## Distribución geográfica
Habita en Tanzania, Zimbabue y Sudáfrica.